# 五十嵐いおり
五十嵐 いおり（いがらし いおり、1963年11月20日 - ）は、フリーアナウンサー。北海道札幌市出身、北海道札幌月寒高等学校・天使女子短期大学卒業。北海道テレビ放送（HTB）の元アナウンサーで、現在はフリーで活動。

## 概要
2003年にHTBのアナウンサー室から報道部に移動し、ディレクターとしてドキュメンタリー番組なども数多く手がけていた。2016年にHTBを退職。テレビ以外の仕事でも幅広く活動、様々なスピーチ講座や定期的に朗読会などを開く。
アナウンサー時代はHTBの映画情報番組『スクリーンHOT情報』を長年担当した。他にも情報系・報道系など数多くの番組に出演、講演や司会などでも活躍している。主に映画関係を得意とする。

## 過去の出演番組
HTB
- スクリーンHOT情報
- きらり！HTB
- これがE!
- ムービーコロン
- いおりのもっと笑顔！
- 南平岸ニューテレビ
- 電気でトーク
- 週刊Nanだ!Canだ!
- やあ！こんにちは
- 情報ワイド 早起きDon!Don!
- 情報ワイド 夕方Don!Don!
- Hit.com
- HTBニュース
- 愛らぶサッポロ
- あなたとHTB[5]
- HTBノンフィクション- ナレーション[6]
- テレメンタリー（ANN） - ナレーション[7]

（他多数）
NHK
- 暮らしの経済
- げんきです！北海道
- 北の心、北の名歌集
- 北のおもしろ動物記
- ドキュメンタリーしあわせ

（他多数）

## TV以外の活動
- 「朝日カルチャーセンター　初心者のための読み聞かせ講座」毎月第２、第４金曜日
- 「NHK文化センター 札幌教室 五十嵐いおりの 幸せ気分♪ 朗読・話し方の基本」 毎月指定火曜日
- 「朗読会」不定期
- 「第7回札幌国際短編映画祭　SAPPORO SHORT FEST 2012」に審査員として参加

（他多数）

## 賞歴
- 1989年度科学放送高柳記念賞
  - 「40枚の卒業証書　北星余市高校3年D組」（1989年7月～9月放送）
- 地方の時代映像祭・優秀賞
  - （1989年8月8日放送）
- 2012年度　HTB役員賞
  - 「先生、あのね・・・」～詩集「サイロ」の50年～

- 2012年度第18回テレビ朝日系列番組：PROGRESS賞　優秀賞
  - 子どもの宇宙科学シリーズ「とび出せ！宇宙へ」（2011年5月28日 放送）